# 清水扇丈
清水 扇丈（しみず せんじょう）は、日本の数学者。専門は偏微分方程式論。京都大学大学院理学研究科教授。日本数学会理事長。

## 人物・経歴
富山県東礪波郡井波町（現南砺市井波）出身。井波小学校・井波中学校出身。1991年筑波大学大学院理工学研究科理工学専攻修士課程修了、理学修士。1994年筑波大学大学院数学研究科数学専攻博士課程修了、博士（理学）。1995年静岡大学工学部講師。1996年静岡大学工学部助教授。2008年静岡大学理学部教授。2015年京都大学大学院人間・環境学研究科共生人間学専攻数理科学講座教授。2021年日本数学会理事長。2023年京都大学大学院理学研究科数学・数理解析専攻多様体論講座教授。

## 受賞
- 2012年 日本数学会函数方程式論分科会福原賞[8]
- 2014年 静岡大学卓越研究者（2013-2015）[8][3]
- 2014年 アレクサンダー・フォン・フンボルト財団ベッセル賞[8]